# 果壳中的宇宙
《果壳中的宇宙》（英語：The Universe in a Nutshell）是史蒂芬·霍金为其成名著作《时间简史》在2001年写的续篇。它讲述了现代物理学的历史和原则。霍金试图“将爱因斯坦的大统一理论和理查德·費曼的多重历史观点融入到一个能阐述宇宙中发生的一切事情的自洽的理论系统中”。
《果壳中的宇宙》获得了2002年的皇家自然社会科学书籍奖。它被看做是1988年出版的《时间简史》的一个续集，使物理学的最新发展为公众所知。

## 中文版
- 简体中文版：中国图书分类法类号P159，ISBN 7-5357-3359-X
  - 譯者：吴忠超
  - 出版社：湖南科学技术出版社，2002年
- 繁體中文版：ISBN 957-0316-98-5
  - 譯者：葉李華
  - 出版社：大塊文化，2001年